# Empty Sky (court métrage)
Pour les articles homonymes, voir Empty Sky.
Pour plus de détails, voir Fiche technique et Distribution.
Empty Sky est un court-métrage américain écrit et réalisé par J. Michael Vargas sorti en 2011.

## Synopsis
Réunies par la musique, deux étudiantes, Samantha et Taylor, entament une liaison secrète et romantique.

## Fiche technique
- Titre original : Empty Sky
- Réalisation : J. Michael Vargas
- Scénario : J. Michael Vargas
- Photographie :
- Montage : Ricky Rose
- Producteur : Grace Hendley
- Société de production : Florida State University College of Motion Picture, Television, and Recording Arts
- Société de distribution :
- Pays d’origine :  États-Unis
- Langue : anglais américain
- Genre : Drame, romance saphique
- Lieux de tournage : Tallahassee, Floride, États-Unis
- Durée : 9 minutes
- Date de sortie : 
  -  États-Unis 17 décembre 2011

## Distribution
- Maiara Walsh : Samantha McDonnell
- Sarah Kathleen Rosen : Taylor Pershing
- Cindy Morgan : Donna Pershing, la mère de Taylor
- Adam Carboni : Stage Hand